# Kuki (internetová televize)
Kuki byla česká internetová televize (IPTV), kterou od roku 2014 provozovala a vyvíjela brněnská společnost SMART Comp. a.s. Kromě České republiky působila také na Slovensku, kde své služby nabízela pod stejným názvem. Vývoj a provoz platformy Kuki probíhal kompletně v sídle společnosti v Brně. V některých českých městech (např. Brno, Jihlava, Olomouc) provozovatel poskytoval Kuki společně s internetovým připojením netbox. Během roku 2020 Kuki překonala hranici 50 tisíc zákazníků. 
V roce 2021 koupila Kuki investiční skupina Kaprain prostřednictvím své společnosti Nej.cz, v roce 2023 pak celou skupinu Nej.cz koupil CETIN, patřící do investiční skupiny PPF podobně jako O2TV. Kuki jako samostatná značka zanikla 1. srpna 2024, stávající zákazníci byli migrováni na O2 TV.

## Šíření televizního signálu
Televizní signál IPTV Kuki se ke koncovým uživatelům dostával přes internet prostřednictvím IP protokolu, což znamená, že k jejímu šíření nebylo potřeba kabelové ani plošné vysílání. Uživatelé Kuki ji mohli sledovat všude v Česku, na Slovensku a ve všech dalších státech Evropské unie.

## Chytré funkce a uživatelské prostředí
Podobně jako další internetové televize, poskytovala Kuki uživatelům chytré funkce: zpětné zhlédnutí (TV archiv), posun v čase, vyhledávání pořadů, nahrávání pořadů nebo přenesení obrazu a zvuku z jednoho zařízení na jiné. Kuki na rozdíl od jiných služeb uměla u vybraných seriálů zpětné zhlédnutí až 6 měsíců.
Televize Kuki umožňovala taktéž individuální nastavení uživatelského prostředí jako je vytvoření vlastního uživatelského profilu, změna vzhledu rozhraní nebo uspořádání pořadí TV kanálů v nabídce dle libosti.  

## Podporovaná zařízení
IPTV Kuki bylo možné sledovat na několika typech zařízení – na běžném televizoru přes set-top box, na chytré televizi (Samsung roku výroby 2015 a novější, Android TV, LG TV, Apple TV) na mobilu a tabletu s operačními systémy Android a iOS a na počítači v prohlížeči.

## TV kanály
Ve své době televize Kuki poskytovala přes 145 TV kanálů, a to v SD, HD i 4K kvalitě. Část TV kanálů bylo možné sledovat s prostorovým zvukem Dolby Digital 5.1. U některých programových balíčků (tarifů) měl uživatel možnost vybrat si část TV kanálů dle libosti a jednou měsíčně je měnit za jiné, což byla unikátní služba na českém trhu. 

## Filmy a seriály
Součástí IPTV Kuki byla online videotéka Kino, která nabízí zapůjčení českých a zahraničních filmů. Tituly si šlo zapůjčit buď každý jednotlivě, nebo za měsíční poplatek, který umožňuje přístup ke stovkám snímků. V sekci Seriály divák nalezl knihovnu desítek až stovek přehledně seřazených seriálů – a to jak nejnovější, tak starší seriálová tvorba.  

## Vlastní televizní tvorba
Na přelomu jara a léta roku 2021 internetová televize Kuki poprvé přišla i s vlastním televizním obsahem. Ve spolupráci s týdeníkem Reflex natočila třídílnou minisérii komediálních divadelních her (Ne)divadla: historky z koronadoby. V září 2021 pak v koprodukci s brněnským divadlem Husa na provázku a studiem Overhere představila šestidílný seriál Hraj něco!